# 강승현
강승현(1987년 9월 22일 ~ )은 대한민국의 모델, 디자이너이다. 강승현은 세계 50개국을 대표하는 모델들이 참가한 2008년 포드 세계 수퍼모델 대회에서 대회 28년 역사상 아시아계 최초로 1위를 차지했다. 뉴욕 패션위크의 마크제이컵스, 필립림, DKNY에서 라코스테, 베네통, 빅토리아시크릿 등 글로벌 광고에 등장했으며, 최근엔 화장품 로레알 파리의 모델로 발탁되었다. 2009년 말 소호에 빈티지 의류를 재 디자인해 판매하는 '리본 프로세스(Reborn Process)'를 열었고, 직접 가게의 의상들의 모델을 하며 디자이너 겸 사업가로도 활동중이다.

## 출신 학교
- 서울가원초등학교
- 가원중학교
- 청담고등학교
- 동덕여자대학교 모델학과

## 생애

### 학창 시절
어머니는 가정주부였지만, '보그'지의 구독자여서 강승현은 중학교때 '보그 걸'을 구독하며 모델 관련 정보를 남들보다 빨리 접했다. 학창시절 178cm의 키는 당시에는 콤플렉스였고, 몸도 지금보다 더 말랐으며 자세도 구부정했다. 그러다가, 모델 김동수의 책을 읽고 동덕여대 모델과를 알게 되어 들어갔다. 훗날 모델일을 시작하면서 과거의 열등감을 극복할 수 있게 되었고, 큰 키는 그녀의 가장 큰 장점이 되었다.

### 모델 데뷔
강승현은 하루아침에 모델이 된 게 아닌, 전부터 모델을 하고 싶어 하였고 대학도 모델학과를 가면서 나중에 모델이 된 케이스이다.

### 포드 세계 수퍼모델 대회
강승현은 포드 모델 우승을 사교성 덕분이었다고 밝혔다. 합숙 당시 중국 모델과 한 방에 배정되었다. 하지만 영어도 못하는데 같은 방 동료와만 다니면 '동양 애들이라 저런다'라는 말을 들을까봐 염려하였고, 또 한국의 이미지를 잘 심어주고 가기위해 중국 모델에게 '우리 여기서 즐겨보자'라고 말하고 세계 50개국에서 온 모델들과 잘 사귀려고 노력했다. 이러한 강승현의 태도에 대해 포드 측에서 이러한 성격이 많은 점수를 받았다고 밝혔다.

### 리본 프로세스
강승현은 포드 모델 대회때 알게 된 스타일리스트 윤애리, 사진·비디오 작가 이준엽과 함께 빈티지 샵 리본 프로세스를 만들었다. 전부터 빈티지 룩을 좋아했던 그녀는 리본 프로세스에서 LA나 샌디에이고 등지의 벼룩시장과 빈티지 스토어에서 쇼핑해 온 의류들을 현대적 감각으로 새롭게 디자인해 팔고 있다. "한 벌뿐인 옷(one of a kind), 우리의 컬렉션, 그리고 타 브랜드를 포괄하는 멀티 브랜드숍으로 만들고 싶다"라고 인터뷰에서 앞으로의 포부를 밝히기도 했다.

## 모델 경력
2008년
- 《2008 포드 세계 수퍼모델 대회》1위와 함께 포드모델스와 전속계약[2]
- 《08-09 F/W 서울 컬렉션》디자이너 서은길(지.아이.엘 옴므)패션쇼 런웨이 모델[3]
- 《빈폴진》퍼플 데님 모델[4]
- 《2008 엘리트모델 룩 코리아》참가[5]

2009년
- 《파리, 밀라노, 뉴욕 2009 가을/겨울 컬렉션》런웨이 모델[6]
- 《라코스테》봄/여름 광고 모델[6]

2011년
- 《2011 F/W 서울패션위크》이상봉 패션쇼 런웨이 모델[7]
- 영화배우 김윤진과 함께《로레알 파리》투톱 모델로 발탁[8]

## 방송
- 2007년 Olive 《워너비 포드 슈퍼모델》 - 우승
- 2010년 온 스타일 《팔로우 미》
- 2010년 엠넷 《트렌드리포트 필 시즌6》
- 2012년 MBC《무한도전》'악마는 구리다를 입는다' 편 출연[9]
- 2013년 온 스타일 《겟 잇 스타일 시즌2》
- 2012년 KBS2 《오감만족 세상은 맛있다》 `보르네오 섬`편 출연
- 2014년 SBS 《런닝맨》
- 2015년 JTBC 《학교 다녀오겠습니다》'울산 현대청운고등학교' 편 출연[10]
- 2015년 KBS W 《뷰티바이블 2015 - SS》
- 2016년 MBC 《마이 리틀 텔레비전》

## 드라마
- 2019년 MBC 월화드라마 《검법남녀 2》 ... 샐리 역
- 2020년 넷플릭스 드라마 《나 홀로 그대》 ... 유람 역
- 2020년 KBS2 단막극 《KBS 드라마 스페셜 - 고백하지 않는 이유》 ... 최민 역

## 영화
- 《챔피언》 (2018년) - 주연 역
- 《독전》 (2018년) - 김소연 역
- 《기방도령》 (2019년) - 윤씨 부인 역
- 《독전 2》 (2023년)

## 광고 내역
- 《금호산업》[11]
- 《피지오겔》

## 수상 및 후보
| 연도 | 시상식       | 부문        | 작품       | 결과 |
| ---- | ------------ | ----------- | ---------- | ---- |
| 2019 | MBC 연기대상 | 여자 신인상 | 검법남녀 2 | 후보 |